# كم هون تشانغ
كم هون تشانغ (بالكورية: 김헌창 - ولد في ؟ ومات في سنة 822) كان زعيم المتمردين الأرستقراطيين في أوائل القرن التاسع في عهد سلالة شلا الموحدة.

## نشأته
الجد السابع لكم هون تشانغ هو الملك تايجونغ ميول ملك شلا مما يجعله أحد الملكيين وتابعاً لنظام رتبة العظم وبذلك يحق له تولي عرش المملكة. هذا الأمر ربما يعني أنه كان هناك صراع بين أفراد البيوت الملكية داخل المملكة. والده هو كم جو وون والذي كان من المفترض أن يحصل على عرش المملكة بعد وفاة الملك سوندوك ولكن بسبب تأخره عن الوصول إلى العاصمة فقد حصل قريبه كم غيونغ شن (الملك وونسونغ) على العرش، وهو ما جعل جو وون يهرب إلى مقاطعة ميونغجو (في وقتنا الحالي بالقرب من مدينة غانغننغ).

## التمرد
بعد قتل الملك أيجانغ على يد كم أون سنغ والذي أصبح ملكاً بعده فقد تمرد كم هون تشانغ واستطاع السيطرة على مناطق واسعة (مناطق غوانغجو وتشونغجو وغونغجو في وقتنا الحالي). قام كم هون تشانغ بإنشاء دولة في هذه الأراضي وسماها جانغان (بالهانغل: 장안 / بالهانجا: 長安) وسمى نفسه غيونغُن (بالهانغل: 경운 / بالهانجا: 慶雲).
استطاع المتمردون السيطرة على مناطق جديدة (جونجو وسانغجو وتشنغجو وغمهاي في وقتنا الحالي) حيث شملت هذه المناطق الأجزاء الجنوبية والغربية من شبه جزيرة كوريا. يُعتقد أيضاً أن كم هون تشانغ حصل على مساعدة أقربائه من أحفاد الملك تايجونغ ميول.
استمر القتال لمدة شهر مع الفصيل الملكي والذي استطاع أن يستعيد الكثير من الأراضي من قوات كم هون تشانغ. بعد سقوط غونغجو مركز المتمردين فقد أقدم كم هون تشانغ على الانتحار. بعد ثلاث سنوات قام ابنه كم بوب مُن بالتمرد مجدداً لكن تمرده لم يستمر طويلاً حيث أخمد على يد القوات الملكية.